# Merklingen
Merklingen är en kommun (tyska Gemeinde) i Alb-Donau-Kreis i förbundslandet Baden-Württemberg i Tyskland. Folkmängden uppgår till cirka 2 100 invånare, på en yta av 21,31 kvadratkilometer.
Kommunen ingår i kommunalförbundet Laichinger Alb tillsammans med staden Laichingen och kommunerna Heroldstatt, Nellingen och Westerheim.

## Befolkningsutveckling
| Befolkningsutvecklingen i Merklingen 1975–2015 | Befolkningsutvecklingen i Merklingen 1975–2015 | Befolkningsutvecklingen i Merklingen 1975–2015 | Befolkningsutvecklingen i Merklingen 1975–2015 | Befolkningsutvecklingen i Merklingen 1975–2015 |
| ---------------------------------------------- | ---------------------------------------------- | ---------------------------------------------- | ---------------------------------------------- | ---------------------------------------------- |
|                                                |                                                |                                                |                                                |                                                |
| År                                             |                                                |                                                | Folkmängd                                      | Areal (ha)                                     |
| 1975                                           | 1975                                           |                                                | 1 407                                          | 2 131                                          |
| 1980                                           | 1980                                           |                                                | 1 385                                          |                                                |
| 1985                                           | 1985                                           |                                                | 1 405                                          |                                                |
| 1990                                           | 1990                                           |                                                | 1 575                                          |                                                |
| 1995                                           | 1995                                           |                                                | 1 702                                          |                                                |
| 2000                                           | 2000                                           |                                                | 1 824                                          |                                                |
| 2005                                           | 2005                                           |                                                | 1 871                                          |                                                |
| 2010                                           | 2010                                           |                                                | 1 871                                          |                                                |
| 2015                                           | 2015                                           |                                                | 1 954                                          |                                                |
|                                                |                                                |                                                |                                                |                                                |